# Port lotniczy Fajzabad
Port lotniczy Fajzabad (IATA: FBD, ICAO: OAFZ) – port lotniczy położony 5 km na północny zachód od Fajzabadu, w prowincji Badachszan, w Afganistanie.